# Dance Dance Dance
Dance Dance Dance – polski telewizyjny program rozrywkowy oparty na niderlandzkim formacie o tej samej nazwie, emitowany w latach 2019–2021 na antenie TVP2.

## Charakterystyka programu
W programie biorą udział pary złożone z polskich celebrytów i ich przyjaciół. W każdym odcinku duety przedstawiają wspólną choreografię inspirowaną wybranym teledyskiem muzycznym lub ekranizacją. Jedna osoba z każdej pary występuje również pojedynczo w jej drugiej części w innym układzie choreograficznym. Ich występy ocenia jury, a zwycięzcę programu wybierają telewidzowie w przeprowadzonym w finale głosowaniu SMS-owym.

## Emisja w telewizji
| Edycja                  | Edycja | Liczba odcinków | Liczba odcinków | Pierwsza emisja telewizyjna (TVP2) | Pierwsza emisja telewizyjna (TVP2) | Pierwsza emisja telewizyjna (TVP2) | Pierwsza emisja telewizyjna (TVP2) | Pierwsza emisja telewizyjna (TVP2) |
| Edycja                  | Edycja | num. TVP        | fakt.           | Sezon                              | Premiera                           | Finał                              | Pora emisji                        | Średnia oglądalność                |
| ----------------------- | ------ | --------------- | --------------- | ---------------------------------- | ---------------------------------- | ---------------------------------- | ---------------------------------- | ---------------------------------- |
|                         | 1.     | 17              | 17              | wiosna 2019                        | 2 marca 2019                       | 21 kwietnia 2019                   | sobota 20.05                       | 1,88 mln                           |
|                         | 2.     | 6               | 12              | wiosna 2020                        | 29 lutego 2020                     | 25 kwietnia 2020                   | sobota 20.05/20.35                 | 1,36 mln                           |
|                         | 3.     | 8               | 17              | wiosna 2021                        | 19 marca 2021                      | 15 maja 2021                       | piątek 20.35 (do 16 IV)            | 1,18 mln                           |
| sobota 20.00 (od 24 IV) | 3.     | 8               | 17              | wiosna 2021                        | 19 marca 2021                      | 15 maja 2021                       |                                    | 1,18 mln                           |

## Ekipa

### Jury
| Juror              | Edycja | Edycja | Edycja |
| Juror              | 1.     | 2.     | 3.     |
| Juror              | [ 13 ] | [ 14 ] | [ 15 ] |
| ------------------ | ------ | ------ | ------ |
| Ida Nowakowska     | ●      | ●      | ●      |
| Joanna Jędrzejczyk |        |        | ●      |
| Agustin Egurrola   |        |        | ●      |
| Robert Kupisz      | ●      | ●      |        |
| Anna Mucha         |        | ●      |        |
| Ewa Chodakowska    | ●      |        |        |

### Prowadzący
| Prowadzący             | Edycja | Edycja | Edycja |
| Prowadzący             | 1.     | 2.     | 3.     |
| Prowadzący             | [ 13 ] | [ 16 ] | [ 17 ] |
| ---------------------- | ------ | ------ | ------ |
| Małgorzata Tomaszewska |        |        | ●      |
| Aleksander Sikora      |        |        | ●      |
| Tomasz Kammel          | ●      | ●      |        |
| Tamara Gonzalez Perea  |        | ●      |        |
| Barbara Kurdej-Szatan  | ●      |        |        |

## Uczestnicy i wyniki
1. miejsce
    2. miejsce
    3. miejsce

### Pierwsza edycja (wiosna 2019)
| Miejsce | Uczestnicy             | Uczestnicy        |
| ------- | ---------------------- | ----------------- |
| 1.      | Wiktoria Gąsiewska     | Adam Zdrójkowski  |
| 2.      | Patricia Kazadi        | Victoria Kazadi   |
| 3.      | Katarzyna Dziurska     | Emilian Gankowski |
| 4.      | Marcelina Zawadzka     | Rafał Maślak      |
| 5.      | Paulina Krupińska      | Klaudia Halejcio  |
| 6.      | Monika Mazur-Chrapusta | Dariusz Wieteska  |

### Druga edycja (wiosna 2020)
16 marca 2020 Telewizja Polska poinformowała o zawieszeniu nagrań do drugiej edycji programu na czas nieokreślony z powodu rozprzestrzeniania się koronawirusa w Polsce i wprowadzonego tam stanu zagrożenia epidemicznego. Od 21 marca do 4 kwietnia na antenie TVP2 pokazywane były nagrane wcześniej czwarty i piąty odcinek drugiej edycji, gdzie wyemitowano dwa tańce par wykonane w duetach i jeden indywidualne. Ostatni nagrany wcześniej odcinek show został nadany 18 kwietnia, pokazane były występy jednego z uczestników każdej z czterech pozostałych w programie par. 25 kwietnia odbył się przyśpieszony finał drugiej odsłony show, który został zrealizowany na żywo w studiu Pytania na śniadanie, w którym pojawiła się Tamara Gonzalez Perea, Tomasz Kammel, Ida Nowakowska oraz finaliści. Prowadzący połączyli się online z pozostałymi uczestnikami oraz jurorami Anną Muchą i Robertem Kupiszem. Aby zminimalizować konieczność przejazdów i spotkań związanych z próbami do występów, pary finalistów nie wykonały już wtedy premierowych tańców, a widzowie mogli zobaczyć wszystkie występy z poprzednich odcinków trzech par, które pozostały w walce o zwycięstwo. O wygranej zdecydowali widzowie w głosowaniu SMS-owym. 
| Miejsce | Uczestnicy             | Uczestnicy            |
| ------- | ---------------------- | --------------------- |
| 1.      | Pamela Stefanowicz     | Mateusz Janusz        |
| 2.      | Anna Karczmarczyk      | Mateusz Łapka         |
| 3.      | Rafał Mroczek          | Przemysław Cypryański |
| 4.      | Rafał Jonkisz          | Krzysztof Jonkisz     |
| 5.      | Małgorzata Tomaszewska | Aleksander Sikora     |
| 6.      | Kasia Stankiewicz      | Anna Stankiewicz      |

### Trzecia edycja (wiosna 2021)
Według początkowych planów trzecia edycja miała rozpocząć się 5 marca. Premiera serii została jednak przesunięta z powodu wykrycia koronawirusa wśród osób pracujących przy programie. Ostatecznie sezon zadebiutował 19 marca.
| Miejsce | Uczestnicy                | Uczestnicy      |
| ------- | ------------------------- | --------------- |
| 1.      | Roksana Węgiel            | Oliwia Górniak  |
| 2.      | Stanisław Karpiel-Bułecka | Anna Matysiak   |
| 3.      | Damian Kordas             | Ola Nowak       |
| 4.      | Paweł Bodzianny           | Marta Paszkin   |
| 5.      | Małgorzata Opczowska      | Robert El Gendy |
| 6.      | Olga Łasak                | Paweł Cieślak   |

## Kontrowersje
Przedstawienie wyników finału pierwszej edycji nagrano z wyprzedzeniem w dwóch różnych wersjach z zamiarem emisji tego materiału, który będzie zgodny z wynikiem głosowania widzów. Nadawca spotkał się z krytyką, że nie emitował ogłoszenia wyników na żywo.
W drugiej edycji programu dochodziło do potyczek słownych jurorek z uczestnikami: Anny Muchy z Kasią Stankiewicz i Idy Nowakowskiej z Rafałem Mroczkiem i Przemysławem Cypryańskim.  
W czwartym odcinku drugiej edycji Krzysztof Jonkisz przerwał swój występ solowy z powodów emocjonalnych i opuścił studio. Na prośbę pozostałych uczestników producent programu zgodził się na powtórzenie występu.